# Torre del Pilaret de Santa Quiteria
La torre del Pilaret de Santa Quiteria es una torre de Fraga (provincia de Huesca, España), situada en una pequeña meseta, unos 5 km al norte de la población.
De la torre quedan una base de piedra de sillería y planta rectangular, y de unos 3 metros de altura, sobre la que se sostienen los restos de unos muros de tapial que llegan a los 10 metros de altura. Estos muros, muy desgastados por el paso del tiempo, presentan unos agujeros dispuestos regularmente, que se relacionan con las maderas que sostenían los encofrados del tapial. La función de la torre era claramente defensiva, puesto que se  conserva un foso de 3 metros de profundidad al costado este, y además hay indicios de que tenía la puerta elevada, cómo es habitual en las torres de defensa.
Lo que resulta más difícil de determinar  es la datación, ya que prácticamente no hay datos arqueológicos ni documentales y además no hay muchas torres más con las que se pueda relacionar por tipología. Se han propuesto dataciones de entre el siglo XI y las torres del telégrafo óptico del siglo XVIII. Aun así, parece más probable que la construcción original sea de época islámica, del tiempo del inicio de la presión cristiana en el siglo XII.
En su entorno está el yacimiento ibérico del Pilaret de Santa Quiteria, correspondiendo a un antiguo poblado, y más abajo, junto al río, la antigua villa romana de Villa Fortunatus.